# Acta Physico-Medica Academiae Caesareae Leopoldino-Carolinae Naturae Curiosorum
Acta Physico-Medica Academiae Caesareae Leopoldino-Carolinae Naturae Curiosorum (abreviado Acta Phys.-Med. Acad. Caes. Leop.-Carol. Nat. Cur.) fue una revista con ilustraciones y descripciones botánicas que fue editada en Alemania. Se publicaron 10 números en los años 1727 a 1754. Fue sustituida por Nova Acta Phys.-Med. Acad. Caes. Leop.-Carol. Nat. Cur..

## Publicaciones
- Vols. 1-7, 1727-44;
- Volumen 8 editado con el nombre de Acta Phys.-Med. Acad. Caes. Leop.-Francisc. Nat. Cur.
- vols. 9-10, 1752-54;  ed. 2, vols. 1-3, 1747-54